# Ormia crespoi
Ormia crespoi là một loài ruồi trong họ Tachinidae.